# Conselleria de Turisme, Cultura i Esport de la Generalitat Valenciana
La Conselleria de Turisme, Cultura i Esport del Consell de la Generalitat Valenciana és un departament o conselleria amb les competències en matèria de turisme, projectes estratègics, política lingüística, promoció i patrimoni cultural i esport.
Es tracta d'un departament creat a la VIII legislatura de l'etapa autonòmica després de fusionar competències de dos conselleries desaparegudes: la Conselleria de Turisme i la Conselleria de Cultura i Esport. La consellera nomenada per Francesc Camps va ser Dolores Johnson Sastre.
El successor de Camps, Alberto Fabra Part, va remodelar el Consell el desembre de 2012 i va dissoldre aquesta Conselleria: Turisme va marxar a la Conselleria d'Economia i Comerç, i Cultura i Esport es va incorporar a la Conselleria d'Educació.

## Històric de càrrecs
- Secretaria Autonòmica de Turisme, Cultura i Esport:
  - Rafael Ripoll Navarro (- 14 desembre 2012[1])

- Sotssecretaria:
  - Alida Mas Taberner (- 14 desembre 2012[1])

- Direcció General de Turisme: 
  - Cristina Morató Sesé (- 17 febrer 2012[2])
  - Sebastián Fernández Miralles (17 febrer 2012[2] - 14 desembre 2012[1])

- Direcció General de Patrimoni Cultural:
  - Marta Alonso Rodríguez (- 14 desembre 2012[1])

- Direcció General d'Esport:
  - Mateo Castellá Bonet (- 14 desembre 2012[1])

- Direcció General de Projectes Estratègics:
  - Eusebio Monzó Martínez (- 17 febrer 2012[2])
  - Ignacio Ventura García (17 febrer 2012[2] - 14 desembre 2012[1])